# Тролльгеттан (аеропорт)
Аеропорт Тролльгеттан-Венерсборг (швед. Trollhättan-Vänersborgs flygpla) (IATA: THN, ICAO: ESGT) — невеликий регіональний аеропорт, розташований за межами Тролльгеттана, Швеція.
Головний офіс BRA Braathens Regional Airlines розташований на території аеропорту. 

## Авіалінії та напрямки
| Авіакомпанія | Пункт призначення |
| ------------ | ----------------- |
| Nyxair       | Стокгольм–Бромма  |

## Пасажирообіг
Див. джерело запитів Вікіданих та джерела.